# Nevado Sacsarayoc
Der Nevado Sacsarayoc, beziehungsweise sein Hauptgipfel Pumasillo, ist mit einer Höhe von 5994 m nach dem Salkantay die zweithöchste Erhebung der Cordillera Vilcabamba. Der Berg ist stark vergletschert und infolge seiner Nähe zum tropischen Regenwald des Amazonasbeckens oft von dichten Wolken umhüllt. Der Sacsarayoc besteht aus mehreren Gipfeln. Neben dem Pumasillo im Westen sticht auch der Ostgipfel mit seinen 5887 m hervor.
In vielen Lexika älteren Datums wird die Höhe des Pumasillo mit 6070 m angegeben. Neuere Messungen ergaben aber eine Höhe unter 6000 m.

## Geologie
Der Sacsarayoc besteht im oberen Bereich aus Plutoniten, welche während des Perms und der Trias gebildet wurden, also vor ca. 250 Millionen Jahren. Der untere Bereich wird von Quarziten gebildet.
Die Hebung dieser Gesteine und deren Erosion erfolgten dann aber erst im Tertiär im Zuge der Andinen Gebirgsbildung.

## Kartierung
Die erste wissenschaftliche Kartierung der Gegend erfolgte anlässlich der Andenexpedition des Schweizer Alpen-Clubs im Jahre 1959 durch Ernst Spiess vom Institut für Kartografie der ETH Zürich, heute IKG.

## Touristisches
Der Nevado Sacsarayoc erhebt sich wenige Kilometer nördlich des Dörfchens Yanama, das ausschließlich zu Fuß erreicht werden kann. Yanama liegt auf der Trekkingroute Cachora – Río Apurímac – Choquequirao – Maizal – Yanama – Abra Apacheta – Lucmabamba – Machu Picchu.